# Miranda Wilson (Schauspielerin)
Miranda Wilson (eigentlich Cheryl-Ann Wilson, * 10. September 1960 in Omaha, Nebraska) ist eine US-amerikanische Schauspielerin.

## Leben und Werdegang
Cheryl-Ann Wilson wuchs im Großraum San Francisco auf. Nach der Schule studierte sie Theaterspiel an der University of California at Santa Barbara und erlangte dort den Bachelor of Fine Arts. Sie wurde dann für das Fernsehen entdeckt und spielte ab 1984 in der Seifenoper Zeit der Sehnsucht („Days of our Lives“) für zwei Jahre die Rolle der Megan Hathaway DiMera. Es folgten Rollen im Horrorfilm Underground Werewolf und der TV-Serie California Clan sowie Gastauftritte in Serien wie T. J. Hooker oder Trapper John, M.D. In ihren späten zwanziger Jahren nannte sie sich selbst Miranda Wilson.
Wilson heiratete 1990 den Engländer Richard Lassalle und legte eine Schauspielpause ein. Das Paar zog nach Europa und bekam zwei Kinder. Die Familie lebte zunächst in Forcalquier in Frankreich und ab 1998 in England. Wilson gründete und leitete für 18 Jahre eine ganzheitliche Grundschule in Lewes, East Sussex und bildete sich zum Akzent- und Dialekt-Coach weiter. Wilson und Lassalle sind inzwischen wieder geschieden.
2014 nahm sie ihre Tätigkeit als Schauspielerin wieder auf: Sie spielte Theater in London und wirkte u. a. in der TV-Adaption Halo sowie erneut in der Rolle der Megan Hathaway DiMera in Zeit der Sehnsucht und einem davon abgeleiteten Spin-off mit.
Darüber hinaus ist sie als Dialektcoach in den USA tätig.

## Filmografie (Auswahl)
- 1984–1985, 2023: Zeit der Sehnsucht (Fernsehserie)
- 1986: Capitol (Fernsehserie)
- 1987: Underground Werewolf
- 1989: California Clan (Fernsehserie)
- 1991: Histoires d’Amour
- 2005: The Great Ecstasy of Robert Carmichael
- 2014: Beneath Water
- 2016: Mahana – Eine Maori-Saga
- 2016: Streetdance: New York
- 2016: Die Shannara Chronicles
- 2017: An American Attorney in London
- 2017: Wallis: The Queen That Never Was
- 2022: Halo (Fernsehserie)
- 2022: Days of Our Lives: Beyond Salem (Fernsehserie)
- 2022: FBI: International (Fernsehserie)

## Auszeichnungen
- Soap Opera Digest Award, Outstanding Villainess in a Daytime Serial (1985)
- Queens World Film Festival, Best Actress – Narrative Short (2015)
- Milwauke Twisted Dreams Festival, Best Supporting Actress in a Short Film (2018)
- Red Dirt International Film Festival, Best Supporting Actress (2018)
- Bayou Film Festival, Outstanding Acting Award (2018)